# Postgeschichte Schwedens
Kurze schwedische Postgeschichte, von der Botenpost bis zur Neuzeit.

## Vorgeschichte
Amtliche Briefe und Schreiben, die so genannten „Königsbriefe“ sind aus Schweden aus der Zeit vor 1600 bekannt. Als Entstehungsjahr eines der Allgemeinheit dienenden schwedischen Postwesen wird vom 28. Juli 1636 genannt. Als erste erhaltene staatliche Bestimmung, über die Verwaltung des Postwesens, gilt die königliche „Verordnung wegen der Postboten“ vom 20. März 1636. Zu dieser Zeit leitete der Feldpostmeister von König Gustav Adolf (1594–1632), Andreas Wechel, das Postwesen. Einmal wöchentlich gingen seine Boten vom Postamt der Hauptstadt Stockholm in alle Richtungen. Seine Nachfolger standen im Pachtverhältnis.

## Staatspost

Logo der schwedischen Post

König Karl XI (1655–1697) hob das Pachtwesen auf und richtete durch Verordnung vom 7. Januar 1677 die Post als Staatverkehrsanstalt ein. Von nun an wurde die Postverbindungen erheblich verbessert, bald gab es 84 Postanstalten im Lande. 1697 wurde in Stockholm als oberste Postbehörde die Ober-Postdirektion in Stockholm geschaffen. Anfangs unterstand sie der Staatskanzlei wurde dann 1840 dem Finanzministerium zugeteilt. 1849 erhielt ihr Leiter die Amtsbezeichnung „Generaldirektor der Post“. 1900 erfolgte die Unterstellung ins Innenministerium, 1920 ins Verkehrsministerium. Seit 1946 liegt die Oberverwaltung beim Bundesrat. Heute ist sie eine Aktiengesellschaft.
Seit 1822 wird die Post zwischen Schweden und dem Festland durch Dampfschiffe befördert. 1855 erschienen die ersten Briefmarken zusammen mit einer Einheitsgebühr. Seit 1858 wird die Post auch vermittels der Eisenbahnen befördert. 1861 wurde die Briefzustellung in den wichtigsten Städten eingeführt. Gleichzeitig wurden „Poststationen“ zur Versorgung der Landbevölkerung eingerichtet. Der Nachnahme- und Postanweisungsdienst im inneren Dienst wurde 1866 eingeführt. Seit 1872 gibt es Postkarten. Ab 1877 wurde die Landzustellung geschaffen. 1889 kamen Kartenbriefe an den Schalter. Ab 1892 konnten Postanweisungen auch telegraphische aufgegeben werden und es wurde der Postauftragsdienst eingeführt.
1893 erfolgte die Einteilung des Postgebiets in Postbezirke deren Leitung Inspektionen, später Direktionen, übertragen wurde. Als so genannte „Amerikaner“ wurden 1895 Postschließfächer eingerichtet. Ab 1910 wurde Kraftwagen zur Postbeförderung benutzt.
Ab 1914 übertrug man der Post als neue Aufgabe die Auszahlung der Staatsruhegelder (folkpension). Ab 1915 verkaufte die Post auch Stempelsteuermarken (staatsstämplar) und 1918 wurde der Post die Steuererhebung (skattenppbröd)auf dem Lande und der Verkauf von Staatsverschuldungsschreiben übertragen.
Seit 1920 gibt es Schweden die Flugpost. Die ersten Postexpeditionen in Orten mit mittlerem Postaufkommen wurden eingerichtet. Seit 1925 übernimmt die Post die Personenbeförderung mit Postkraftwagen. Seit 1925 besteht der Postüberweisungsdienst. Die Post entwickelt sich als ein modernes Dienstleistungsunternehmen ständig weiter.